# Nadira Rashidovna Isayeva
Nadira Isayeva hoặc Isaeva (tiếng Nga: Нади́ра Иса́ева) là nhà báo người Nga, người nổi tiếng quốc tế về vụ tường thuật những vấn đề an ninh ở vùng Bắc Kavkaz.

## Hoạt động
Isayeva là tổng biên tập tuần báo Chernovik ở Dagestan, một tờ báo được tổ chức Phóng viên không biên giới mô tả là "tờ báo độc lập hàng đầu của Dagestan". Trong vai tổng biên tập, bà đã cho đăng hàng loạt bài chỉ trích chiến thuật của Cục An ninh Liên bang (Federal Security Service) trong đấu tranh chống Nổi dậy ở Bắc Kavkaz.
Năm 2008, bà xuất bản bài phỏng vấn một nhà cựu lãnh đạo quân du kích trong đó đối tượng cáo buộc chính quyền địa phương là tham nhũng và có quan hệ với điện Kremli. Sau đó, ngày 31.7.2008 bà bị bắt giữ và cáo buộc tội "kích động hận thù đối với cán bộ thực thi pháp luật" theo luật chống hành động quá khích cùng các cáo buộc khác. Nếu bị xử phạt, bà có nguy cơ bị lãnh án 5 năm tù giam. Các phóng viên Magomed Magomedov, Artur Mamayev và Timur Mustafayev của tuần báo Chernovik cũng bị buộc tội, cùng với luật sư Biyakai Magomedov của họ.
Phiên tòa xét xử bắt đầu từ tháng 1 năm 2010, với lời buộc tội của công tố viên là những bài báo của Isayeva đã "công khai biện minh cho chủ trương khủng bố". Công tố viên cũng đòi bà phải bị khảo sát nhiều về tâm lý và ngôn ngữ, mà vụ án phần lớn dựa vào. Sau sự phản đối của luật sư bảo vệ, những phát hiện của các khảo sát này bị lật ngược bởi "Trung tâm khảo sát pháp lý liên bang" tại Moskva, và vụ án xét xử Isayeva cùng các đồng nghiệp của bà đã bị bãi bỏ vào ngày 19.5.2011. Sau khi được tha bổng, Isayeva nói rằng mình xem vụ này như "một thử nghiệm về thể chế tự do báo chí" ở Dagestan.
Vụ đăng bài phỏng vấn cùng vụ truy tố Isayeva đã thu hút sự chú ý của giới báo chí và nhiều tổ chức tự do báo chí. Ban biên tập báo The Washington Post của Hoa Kỳ đã ca ngợi việc làm của Isayeva, gọi bà là "nhà báo thượng hạng" và là "người hùng". Nhóm tự do báo chí ARTICLE 19 của Vương quốc Anh lên án việc truy tố Isayeva như hành động của "xu hướng" quấy nhiễu của chính quyền đối với các phóng viên Dagestan. Cả hai tổ chức Phóng viên không biên giới và Ủy ban bảo vệ các nhà báo đều hoan nghênh việc tha bổng bà,
Ngày 15.12.2011 Gadzhimurat Kamalov, chủ tờ Chernovik và là đồng nghiệp thân thiết của Isayeva, đã bị một tay súng vô danh bắn chết. Ủy ban bảo vệ các nhà báo mô tả cái chết của ông là "một cú đánh giết chết tự do báo chí" và "một mất mát lớn đối với nghề báo chí độc lập ở Bắc Kavkaz, nơi nguy hiểm nhất cho các phóng viên ở Nga".

## Giải thưởng
Năm 2010 Ủy ban bảo vệ các nhà báo đã trao tặng bà Giải Tự do Báo chí Quốc tế.